# 內疚
內疚，是一種在背離自定的行事準則或公認的道德標準後，因自己的信念或理解而產生在認知或情緒上的經驗。 該情緒與自責或自我產生的憤懣等概念有密切關聯。